# リパルタ・アルピーナ
リパルタ・アルピーナ（伊: Ripalta Arpina）は、イタリア共和国ロンバルディア州クレモナ県にある、人口約1,000人の基礎自治体（コムーネ）。

## 地理

### 位置・広がり
ミラノの南東約50km、クレモナの北西約30kmに位置している。

#### 隣接コムーネ
隣接するコムーネは以下の通り。括弧内のLOはローディ県所属を示す。
- ベルトーニコ (LO)
- カステッレオーネ
- ゴンビト
- マディニャーノ
- モントーディネ
- リパルタ・クレマスカ
- リパルタ・グエリーナ

### 気候分類・地震分類
気候分類では、zona E, 2474 GGに分類される。
また、イタリアの地震リスク階級 (it) では、zona 3 (sismicità bassa) に分類される。

## 行政

### 分離集落
リパルタ・アルピーナには、以下の分離集落（フラツィオーネ）がある。
- Boccaserio, Ca' Nova, Saragozza